# Planeta interior

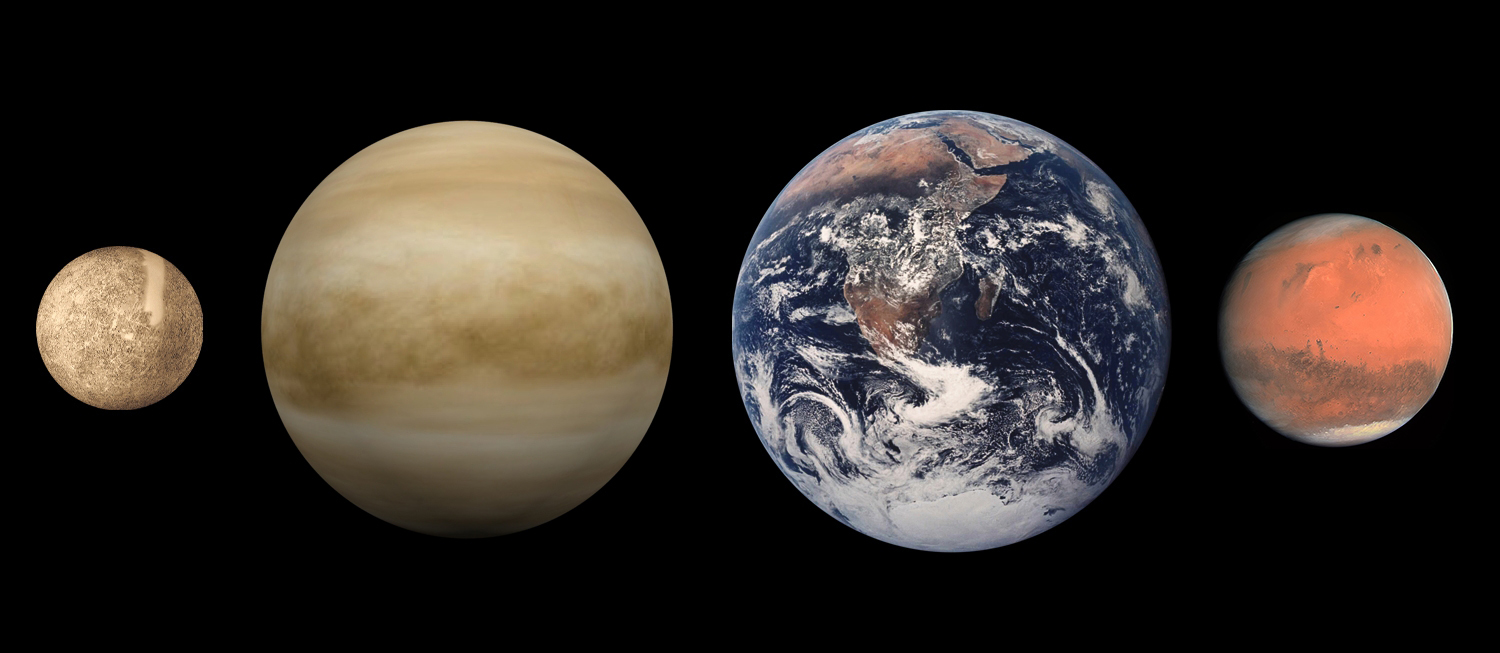
Imagen a la misma escala de los cuatro planetas interiores mostrando su tamaño relativo. De izquierda a derecha: Mercurio, Venus, Tierra y Marte.

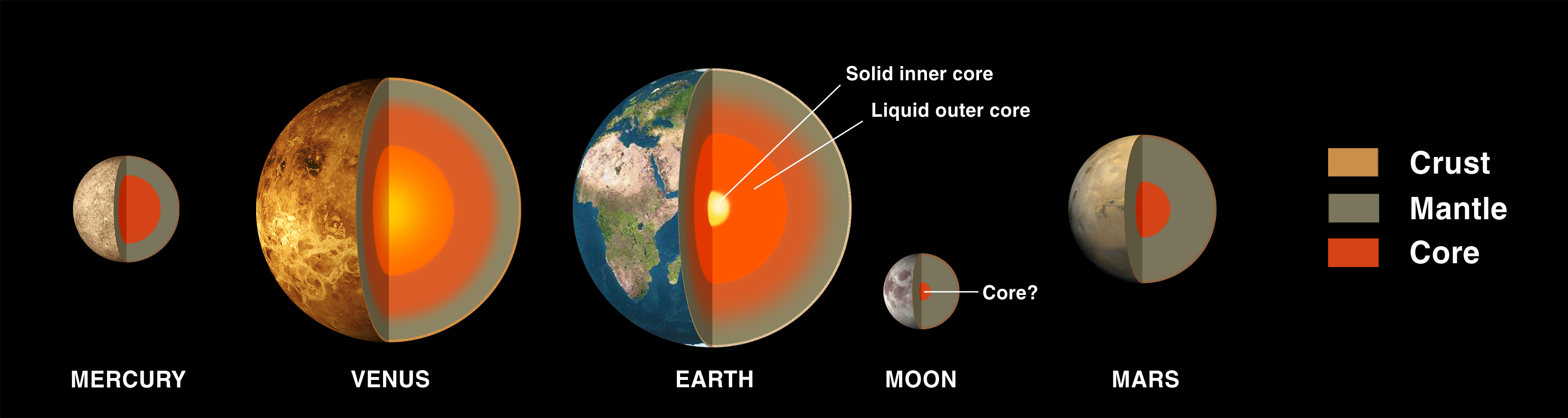
Estructura interna de los planetas interiores. Se incluye la Luna para su comparación.

Los planetas interiores son los cuatro planetas más cercanos al Sol, es decir: Mercurio, Venus, la Tierra y Marte. Son pequeños y de densidad elevada (3-5 g/cm³)  principalmente por materiales transparentes y rocosos con una estructura interna bien diferenciada y con un tamaño similar. La composición isotópica de estos cuerpos y su densidad variable (mayor en Mercurio y menor en Marte) ofrecen importantes pistas sobre la formación del sistema solar. Los cuatro tienen superficies sólidas con los tres últimos poseyendo también una atmósfera. El estudio comparativo de los cuatro planetas permite estudiar la evolución geológica en un contexto más amplio que el de únicamente la Tierra.
Más allá de la órbita de Marte se encuentra el cinturón de asteroides una región del sistema solar en la que se encuentran abundantes asteroides que no llegaron a formar nunca un planeta.
Desde el punto de vista astronómico en cada uno de los planetas más interiores Mercurio y Venus poseen elevados ángulos de fase y tanto él, como Júpiter,  presentan un elevado movimiento retrógrado en su movimiento aparente observado desde la Tierra. Los planetas interiores giran lentamente sobre sí mismos (Mercurio 58 días, Venus 243 días, y alrededor de 24 horas para la Tierra y Marte). Todos ellos emiten un flujo de energía muy inferior al que reciben del Sol.